# Хаясима
Хаясима (яп. 早島町 Хаясима-тё:) — посёлок в Японии, находящийся в уезде Цукубо префектуры Окаяма. Площадь посёлка составляет 7,61 км², население — 12 167 человек (1 августа 2014), плотность населения — 1598,82 чел./км².

## Географическое положение
Посёлок расположен на острове Хонсю в префектуре Окаяма региона Тюгоку. С ним граничат города Окаяма, Курасики.

## Население
Население посёлка составляет 12 167 человек (1 августа 2014), а плотность — 1598,82 чел./км². Изменение численности населения с 1980 по 2005 годы:
| 1980 | 10 816 чел. |  |
| 1985 | 11 593 чел. |  |
| 1990 | 11 634 чел. |  |
| 1995 | 11 562 чел. |  |
| 2000 | 11 915 чел. |  |
| 2005 | 11 921 чел. |  |